# Неаполи (район Афин)
Неаполи (греч. Νεάπολη) — район Афин, буквально «новый город». Район расположен на северо-запад от Ликавита. Западную часть Неаполи иногда относят к району Экзархия. Основные улицы: Гиппократа и Харилаоса Трикуписа.
Район застроен в XIX веке, когда земля находилась за пределами «старого» центра и была сравнительно дешевле, и долгое время оставался на окраине города. Сравнительно малоэтажная застройка обуславливает относительно небольшую плотность населения района; неоклассическая архитектура и расположение близко от старого города с его бурной жизнью обеспечивают особый колорит.
В районе располагаются Французский институт, Французская археологическая школа, the Hellenic American Union, различные издательства и книжные магазины. Район популярен среди студентов.
К архитектурным памятникам следует отнести здание 14-й начальной школы «Димитрий Пикионис» (1928-32), здания Французского института, культурного центра Роумелиотиса и немецкой церкви (основана в 1896).